# Pwyll (cratera)

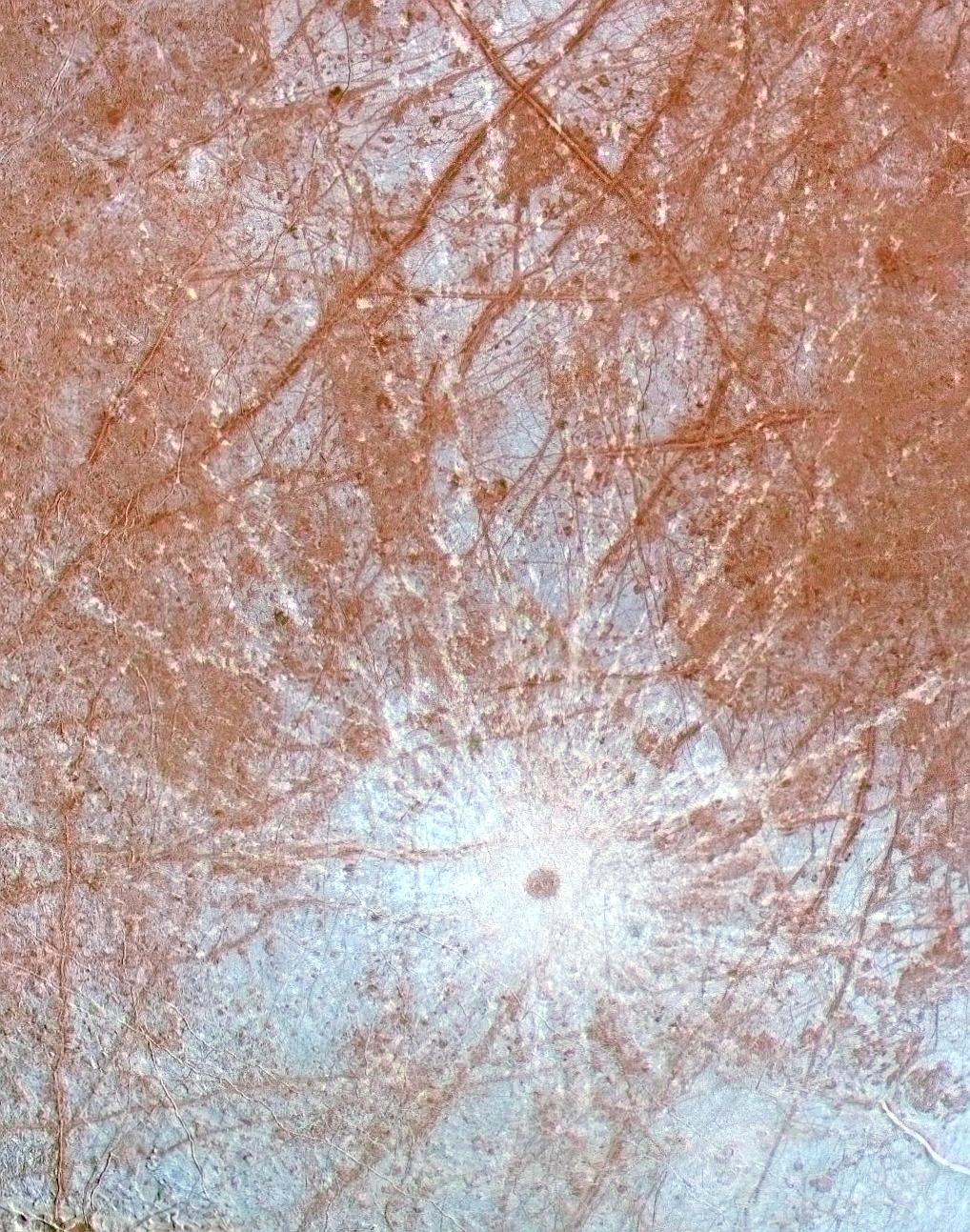
A cratera Pwyll.

A cratera de impacto Pwyll (nomeada em homenagem ao deus celta Pwyll) é considerada uma das características mais jovens na superfície da lua de Júpiter Europa.
A região central escura visível de Pwyll tem cerca de 26 quilômetros de diâmetro, com um pico central subindo para cerca de 600 metros.